# Kolonisering av asteroiderna
Asteroiderna eller, mer korrekt småplaneterna, har länge blivit föreslagna som ett mål för mänsklig kolonisation. Denna idé är populär i science fiction. 
Asteroidiskt gruvarbete, är en föreslagen industriell verksamhet där man gör gruvarbete på asteroiderna för att få värdefulla metaller och mineraler.

## Fördelar
- det stora antalet asteroider, man har upptäckt över 300 000 hittills.
- ett antal olika kemiska sammansättningar, inkluderar järn och andra metaller.
- några asteroider som korsar jordens bana är enklare att nå från jorden än från månen.
- material från gruvdrift på asteroider skulle kunna utgöra en grund för en handelsekonomi.